# V.League 1 (2005)
V.League 1 (2005) – 22. edycja najwyższej piłkarskiej klasy rozgrywkowej w Wietnamie. W rozgrywkach wzięło udział 12 drużyn, grając systemem kołowym. Sezon rozpoczął się 30 stycznia, a zakończył 11 sierpnia 2005 roku. Tytułu nie obroniła drużyna Hoàng Anh Gia Lai. Nowym mistrzem Wietnamu został zespół Gạch Đồng Tâm Long An. Tytuł króla strzelców zdobył Brazylijczyk z wietnamskim obywatelstwem Kesley Alves, który w barwach klubu Becamex Bình Dương strzelił 21 bramek.

## Drużyny
| - LG Hà Nội ACB - Gạch Đồng Tâm Long An - Thép Viet-Úc Hajfong - SHB Ðà Nẵng - Delta Đồng Tháp - Sông Đa Nam Định | - Sông Lam Nghệ An - Becamex Bình Dương - Hoà Phát Hanoi – beniaminek - Hoa Lâm Bình Định - Cảng Sài Gòn – beniaminek - Hoàng Anh Gia Lai |

## Tabela końcowa
|    | Klub                  | M  | Z  | R  | P  | Br+ | Br- | Br+/- | Pkt | Uwagi                                              |
| 1  | Gạch Đồng Tâm Long An | 22 | 12 | 6  | 4  | 43  | 25  | +18   | 42  | Mistrz Azjatycka Liga Mistrzów 2006 – faza grupowa |
| 2  | SHB Ðà Nẵng           | 22 | 10 | 8  | 4  | 33  | 19  | +14   | 38  | Azjatycka Liga Mistrzów 2006 – runda eliminacyjna  |
| 3  | Becamex Bình Dương    | 22 | 11 | 5  | 6  | 40  | 32  | +8    | 38  |                                                    |
| 4  | Hoàng Anh Gia Lai     | 22 | 9  | 5  | 8  | 30  | 24  | +6    | 32  |                                                    |
| 5  | Sông Lam Nghệ An      | 22 | 8  | 7  | 7  | 33  | 28  | +5    | 31  |                                                    |
| 6  | Sông Đa Nam Định      | 22 | 7  | 7  | 8  | 27  | 31  | –4    | 28  |                                                    |
| 7  | Thép Viet-Úc Hajfong  | 22 | 6  | 9  | 7  | 31  | 34  | –3    | 27  |                                                    |
| 8  | Cảng Sài Gòn          | 22 | 6  | 9  | 7  | 26  | 30  | –4    | 27  |                                                    |
| 9  | Hoà Phát Hanoi        | 22 | 6  | 7  | 9  | 24  | 29  | –5    | 25  |                                                    |
| 10 | Hoa Lâm Bình Định     | 22 | 5  | 10 | 7  | 17  | 21  | –4    | 25  |                                                    |
| 11 | LG Hà Nội ACB         | 22 | 5  | 9  | 8  | 18  | 27  | –9    | 24  | Baraż o utrzymanie                                 |
| 12 | Delta Đồng Tháp       | 22 | 3  | 6  | 13 | 18  | 40  | –22   | 15  | Spadek                                             |

Źródło: RSSSF

## Baraż o awans/utrzymanie
| 17 sierpnia 2005 {{{4}}} | LG Hà Nội ACB · Mauricio 25' · Phúc Lâm 59' | 2:1(1:0) | Trần Chí Công · 90+3' Benjamin | Stadion Chi Lăng, Đà Nẵng |
|                          |                                             |          |                                |                           |

Zespół LG Hà Nội ACB utrzymał się w V.League 1, natomiast drużyna Trần Chí Công pozostała w drugiej lidze.